# De Kletten
De Kletten is een voormalige buurtschap en streeknaam in de gemeente Smallingerland, in de Nederlandse provincie Friesland. De Kletten lag ten zuidoosten van Opeinde, tegen het huidige Drachten aan.

## Geschiedenis
De buurtschap is ontstaan als een groepje huizen langs de Hogeweg tussen Opeinde en Drachten. In 1664 werd het al vermeld als Kletten. In de achttiende eeuw is de eerste vermelding met het lidwoord De.
In de twintigste eeuw groeide het aantal huizen licht, maar door de uitbreiding van Drachten werden er ook weer een aantal afgebroken. De Kletsterlaan in Drachten is vernoemd naar de buurtschap.